# Брикелл (Майами)
Брикелл (англ. Brickell) ― район Майами, штат Флорида, расположенный непосредственно к востоку от межштатной автомагистрали I-95, к югу от исторического центрального делового района и к северу от Коконат-Гроув. Брикелл известен как финансовый район Майами, а также Южной Флориды.
Брикелл был основан в середине XIX века, а в начале XX века стал престижным и дорогостоящим районом Майами после строительства роскошных особняков вдоль Брикелл-авеню. Проспект и район были названы в честь Мери Брикелл и её мужа Уильяма Брикелла.
В 1970-е годы на смену историческим особнякам пришли офисные небоскрёбы, отели и апартаменты. Брикелл обогнал центральный деловой район города на севере и стал одним из крупнейших финансовых районов США. Брикелл является самым густонаселенным районом Майами, его население в 2010 году составляло около 31 000 человек.